# Igor Jarosławowicz
Igor Jarosławowicz (st.rus. Игорь Ярославиць; ur. 1030 w Smoleńsku, zm. 1060 w Nowogrodzie Wielkim) – książę Rusi Halicko-Włodzimierskiej (1054-1057) i Księstwa Smoleńskiego (1057-1060). Pochodził z dynastii Rurykowiczów, syn Jarosława I i Ingegerdy, brat Włodzimierza, Izjasława I, Światosława II, Wsiewołoda I i Wiaczesława, ojciec Dawida i Wsiewołoda.

## Życiorys
Według Tatiszczewa Igor był szóstym synem księcia kijowskiego Jarosława I Mądrego. Data jego urodzin jest nie pewna, niektórzy historycy twierdzą, że mógłby się urodzić w 1036 roku, a inni w przełomie 1034-1035. Większość informacji o nim historycy czerpią z Powieści minionych lat. Po śmierci księcia smoleńskiego Wiaczesława w Smoleńsku Igor opuścił Włodzimierz, żeby przejąć władzę nad księstwem smoleńskim.
W 1054 roku po śmierci Światosława II (księcia wołyńskiego) otrzymał Wołyń. Po śmierci brata przeniósł się do Smoleńska, a Wołyń przeszedł w ręce jednego z trzech najstarszych wnuków Jarosława I, którym był Rościsław syn Włodzimierza Jarosławowicza.
Igor zmarł, podobnie jak jego brat Wiaczesław, w bardzo młodym wieku. Według kroniki w 1060 roku miał ok. 24 lat. Igor z Kunegundą miał dwóch synów Dawida (ur. ok. 1055, zm. ok. 25.07.1113) książę Tmutarakania (1081-1083) i Włodzimierza (1086-1099) i Wsiewołoda (ur. ?, zm. ?). Igora pochowano w soborze Przemienienia Pańskiego w Czernihowie.